# Arboretum Park Gródek
Arboretum Park Gródek – teren rekreacyjno-przyrodniczy położony w Jaworznie, w dzielnicy Pieczyska. Utworzony na terenie dawnych Zakładów Dolomitowych „Szczakowa” w Zagłębiu Krakowskim. Jest znany z malowniczych stawów, wapiennych skał oraz różnorodnej roślinności. Mimo nazwy nie jest to arboretum w ścisłym sensie naukowym, lecz popularne miejsce wypoczynku, edukacji przyrodniczej i fotografii krajobrazowej, często określane jako „polskie Malediwy”.

## Historia terenu
Park znajduje się na terenie dawnego wyrobiska kamieniołomu Cementowni „Szczakowa” (później Zakłady Dolomitowe „Szczakowa”). Po zaprzestaniu wydobycia na terenie dzisiejszego zbiornika „Gródek”, utworzono centrum nurkowe. W 2012 r. teren przekształcono w park gminny. Natomiast od 2019 r. funkcjonuje obecna nazwa.

## Charakterystyka przyrodnicza
Rekultywacja środowiska naturalnego dawnego kamieniołomu i przyległych terenów przebiegła przeważnie samoistnie. Występują tu siedliska roślin naskalnych, łąki i murawy ciepłolubne. Tereny leśne obejmują głównie lasy grądowe i bory. W skład drzewostanu wchodzi również Użytek Ekologiczny Remiza Leśna Bucze. Tereny podmokłe i zbiorniki wodne powstały w wyniku działalności człowieka oraz występowaniu naturalnych wód gruntowych, które zatopiły tereny poniżej poziomu występowania wód. Przez co w parku powstały zbiorniki wodne Gródek, Wydra oraz oczka wodne nazwane Kot i Słoń. W bezpośrednim sąsiedztwie zlokalizowano również stację badawczą Uniwersytetu Śląskiego. Działalność zakładu wydobywczego spowodowała powstanie wysokich urwisk, co przyczyniło się do utworzenia licznych punktów widokowych.

## Turystyka i rekreacja
Park zapewnia odwiedzającym liczne atrakcje i możliwości aktywnego wypoczynku:
- Zbiornik Gródek (mylnie zwany Koparki albo Orka)
- Przystań nurkowa Koparki
- Zbiornik Wydra (popularny ze względu na turkusowe zabarwienie wody)
- Drewniane pomosty oraz ścieżki edukacyjne
- Bacówka wraz z zagrodami do wypasu zwierząt
- punkty widokowe na klifach skalnych

## Status i nazwa
Park Gródek nie spełnia kryteriów arboretum. Nie posiada oznaczonych kolekcji dendrologicznych oraz nie figuruje w rejestrach arboretów ani ogrodów botanicznych. „Arboretum” w nazwie pełni funkcję wyłącznie marketingową. Obecnie obiekt posiada status parku gminnego.
Zarządca parku również nie stworzył systemowego podejścia do promocji obiektu. Zgodnie z Państwowym Rejestrem Nazw Geograficznych sztuczny zbiornik wodny, w którym funkcjonuje baza nurkowa, posiada nazwę „Gródek”. Podczas gdy w przestrzeni internetowej (oficjalny portal miasta) pojawia się nazwa "Zbiornik Orka" (od nazwy centrum nurkowego wcześniej działającego przy zbiorniku). Dodatkowo na mapach Google spotyka się nazwę "Kamieniołomy Koparki" (od atrakcji turystycznej znajdującej się na dnie zbiornika). Obecnie na terenie zbiornika funkcjonuje przystań nurkowa o podobnej nazwie "Koparki".
Dodatkowym problematycznym aspektem w nazewnictwie obiektu jest deformowanie postrzegania kulturowego regionu, w którym znajduje się omawiana atrakcja turystyczna. Instytucje zajmujące się promocją turystyczną województwa śląskiego, nie przykładają uwagi do różnorodności kulturowej tej jednostki samorządu terytorialnego. Co przekłada się na określanie obiektu w Internecie i nie tylko jako „śląska” atrakcja (wynika to z błędnej nazwy województwa). 
Administratorem obiektu jest Ośrodek Edukacji Ekologiczno-Geologicznej GEOsfera. 

## Galeria

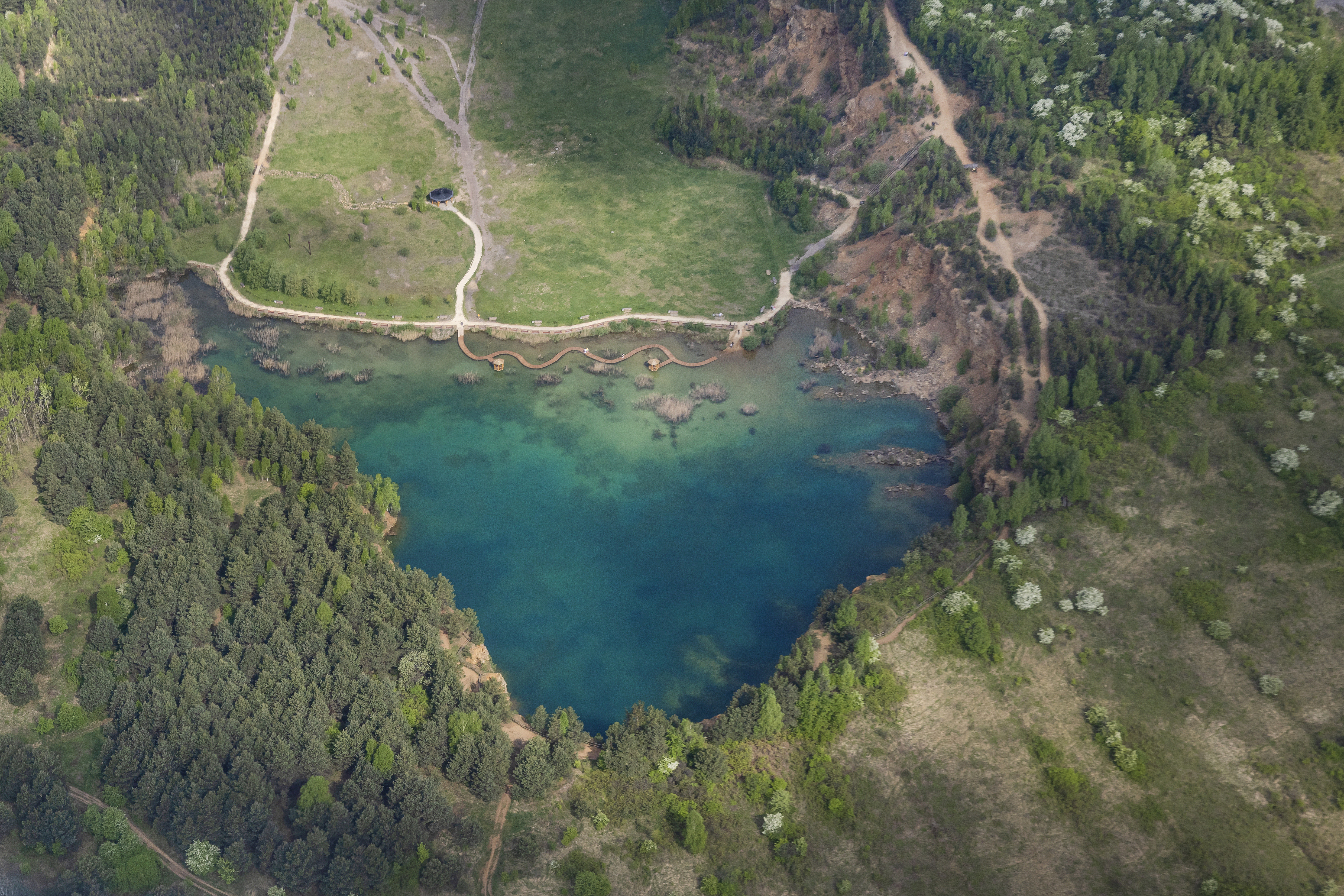
Zbiornik Wydra
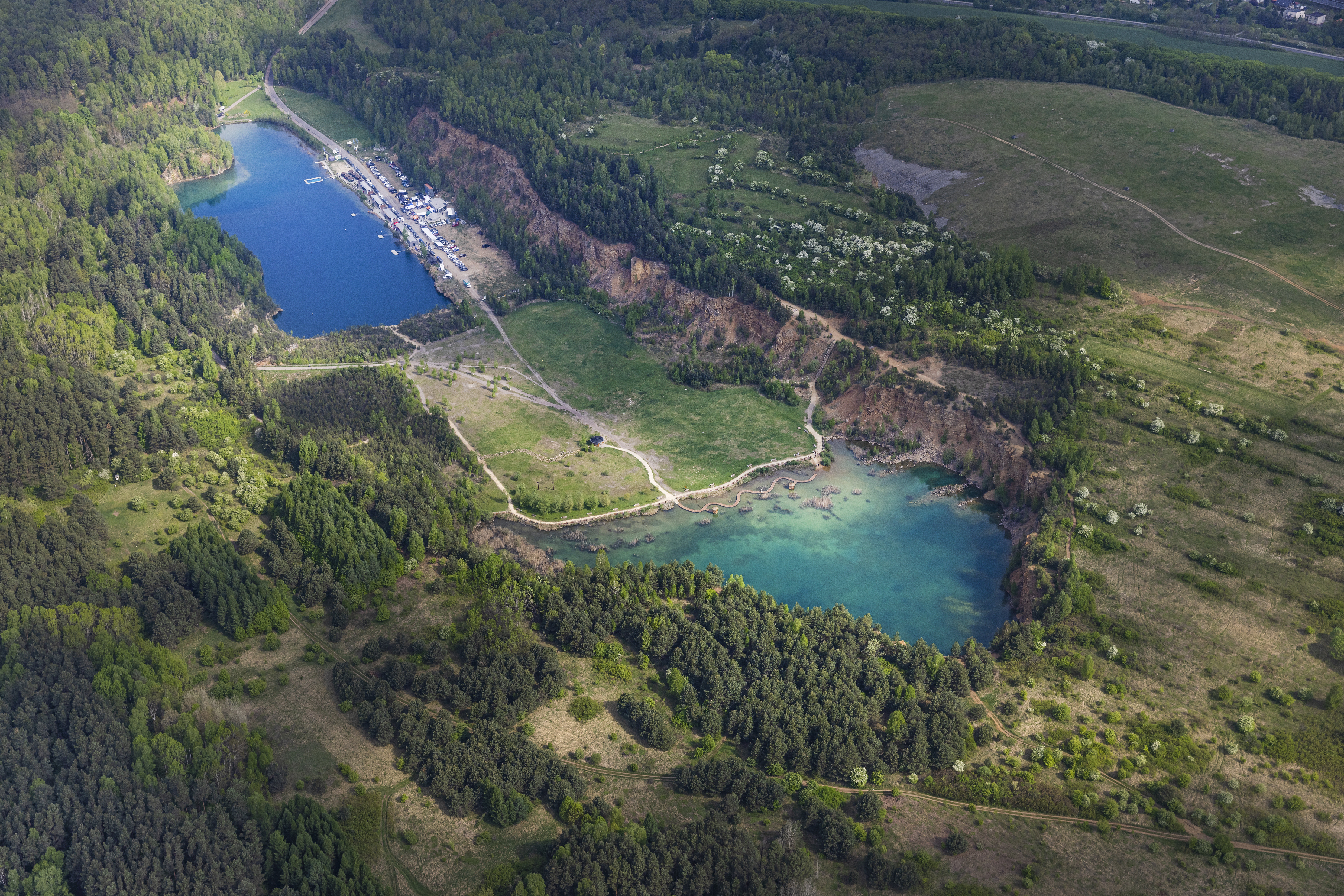
Widok ogólny parku, zbiornik Gródek i zbiornik Wydra
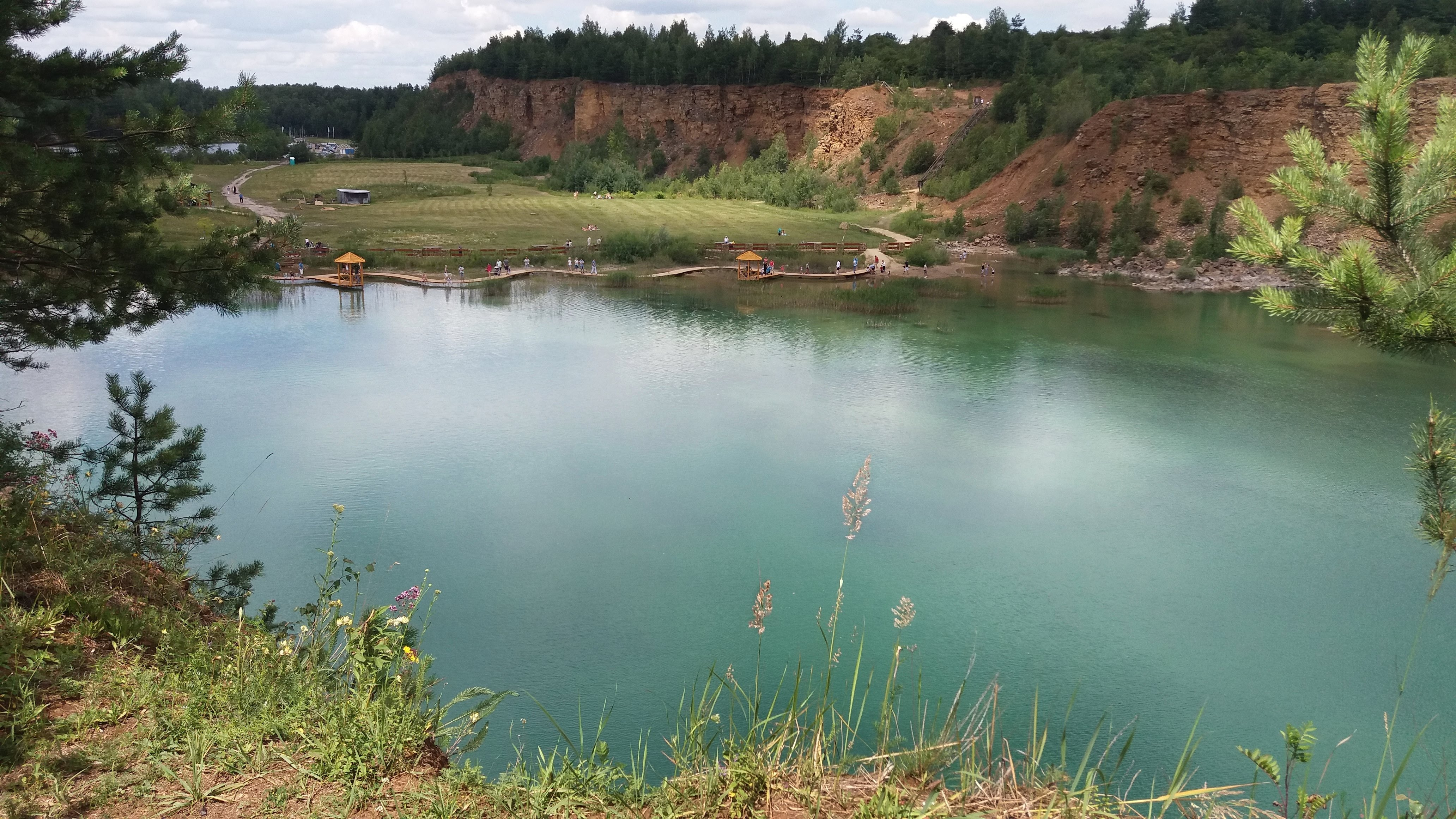
Zbiornik Wydra - widok z klifu